# Okus
Okús je čutilo za zaznavanje kemične sestave snovi, ki pride v neposredno bližino ustreznih čutilnimi receptorjev, delno odgovorno za čut okusa oziroma arome snovi v polnem pomenu. Pri človeku in drugih kopenskih vretenčarjih okus nastane, ko gradniki snovi, vnešene skozi usta, kemično reagirajo s kemoreceptorji, ki se nahajajo v posebnih skupkih – brbončicah – v ustni votlini, predvsem na jeziku.
Zgradba čutila za okus v ožjem pomenu besede temelji na različnih kontaktnih kemoreceptorjih (gustatornih receptorjih), bolj ali manj specializiranih za zaznavanje določenih kemičnih spojin oziroma razredov spojin. V grobem ločimo pet osnovnih okusov: sladko, kislo, slano, grenko in »mesno« (umami). Še vedno je razširjeno zmotno prepričanje, da so receptorji za vsakega od prvih štirih okusov skoncentrirani v ločenih regijah jezika, vendar zdaj vemo, da so dokaj enakomerno posejani po ustni votlini. Peti – mesni okus – je bil prepoznan kot eden od osnovnih šele razmeroma pred kratkim. Vsak od teh tipov ima nevronsko povezavo z ustreznim skupkom možganskih celic v t.i. insuli, regiji možganske skorje, kjer nastane primarni čut. Polno občutenje okusa oziroma arome nastane, ko se v možganih združijo informacije iz celotnega nabora gustatornih receptorjev, saj ima hrana običajno kompleksno sestavo, zato vzdraži več kot en tip. Poleg tega ima ključno vlogo še tesno povezan vonj, katerega občutje nastaja v sosednji možganski regiji; vonjave snovi, ki jih vnašamo v usta, namreč prosto prehajajo in vzdražijo čutnice za vonj v nosu. Sodelujejo tudi mehanoreceptorji v jeziku, ki zaznavajo teksturo (na primer za občutek mastnosti). Poseben primer je občutje pikantnosti, saj kapsaicin v pekoči hrani vzdraži receptorje za bolečino in vročino v ustih, medtem ko mentol vzdraži receptorje za mraz.
V osnovi je čut namenjen oceni hranljivosti in morebitne nevarnosti hrane. Sladek okus denimo nakazuje, da je snov kalorično bogata in s tem uporabna, grenkoba pa, da je lahko nevarna, saj mnoge strupene alkaloide zaznavamo kot grenke. Druge živali imajo lahko kontaktne kemoreceptorje tudi na drugih delih telesa, povezanih s prehranjevanjem: tako muhe okušajo tudi s stopali, kjer stik s hranljivo snovjo sproži izteg »jezička«, nekatere pri dnu živeče ribe pa s konicami prsnih plavuti, s katerimi iščejo hrano po blatu.